# ダロウェイ夫人
『ダロウェイ夫人』（ダロウェイふじん、Mrs. Dalloway）は、1925年に発表されたヴァージニア・ウルフの長編小説。第一次世界大戦の爪痕の残るロンドンでの、クラリッサ・ダロウェイの1日を「意識の流れ」の手法で、生、死、時を描いたモダニズム文学の代表作。

## ストーリー
クラリッサ・ダロウェイはロンドンの自宅で夜会を開く当日の朝、一人で外出する。その間、田舎での少女時代を思い出したり、自身の結婚が本当に正しかったか悩んだりする。彼女はリチャード・ダロウェイと結婚したが、過去にピーター・ウォルシュのプロポーズを断ったことがある。インドから一時帰国中のピーターもパーティに招かれており、開始時間前にクラリッサを訪ねてくる。
一方、兵役のトラウマに苦しむ元軍人のセプティムス・ワーレン・スミスは、イタリア人の妻と共に公園にいる。セプティムスには幻覚の症状があり、特に戦死した友人の記憶が頻繁に蘇ってしまう。同日中に精神病院に入院させられることになり、窓から飛び降り自殺する。
クラリッサのパーティーは結果的に成功した。クラリッサは会の途中でセプティムスの自殺を知らされ、自分の幸福を汚さないために彼はそうしてくれたのだと徐々に解釈する。

## 映画
1997年に映画化され、ヴァネッサ・レッドグレイヴがダロウェイ夫人を演じている。

### 映画版のあらすじ
第一次世界大戦が終了した5年後、1923年6月のある水曜日の朝。重病から回復したばかりの下院議員夫人クラリッサ・ダロウェイはホームパーティのための花を買いに行く。青春時代、頭脳明晰でロマンティックなピーター・ウォルシュではなく、堅実なリチャード・ダロウェイとの人生を選んだことが正しかったのか自問する。元義勇兵の青年セプティマス・ウォーレン・スミスが友人の爆死のための神経症で幻影に苦しむ姿を目撃する。帰宅して、再び30年前の夏を思い出す。親友サリー・シートンやピーターを競い合っていたところへ現れたのがリチャードだった…。
突然、ピーターが5年ぶりにインドから帰国して訪ねてくる。インド人の人妻との結婚訴訟で悩み、人生に絶望していた。涙ぐむクラリッサ。
夜、パーティーとなり、5人の子持ちとなったサリーやピーターなど大勢の客人を迎える。最初乗り気でなかったクラリッサも徐々にパーティーを楽しみ始める。セプティマスは「もう恐れるな!」という声とともに飛び降り自殺をしていた。これを客人の一人で彼の精神科医が生々しく語るのであった。クラリッサは会場を離れ、青年の死について思いを巡らす。自分の死への衝動を彼が遂げたと思って心の動揺を抑える。時計台の鐘が鳴り、「もう恐れるな!」というセリフが浮かび、自分と生きる気力を取り戻し、パーティに戻るのであった。

### キャスト
| 役名                               | 俳優                             | 日本語吹替 |
| ---------------------------------- | -------------------------------- | ---------- |
| クラリッサ・ダロウェイ             | ヴァネッサ・レッドグレイヴ       | 浅井淑子   |
| クラリッサ・ダロウェイ（若い頃）   | ナターシャ・マケルホーン         | 日野由利加 |
| セプティマス・ウォーレン・スミス   | ルパート・グレイブス             | 川島得愛   |
| ピーター・ウォルシュ               | マイケル・キッチン               | 納谷六朗   |
| ピーター・ウォルシュ（若い頃）     | アラン・コックス                 | 大滝寛     |
| サリー・シートン                   | サラ・バデル                     |            |
| サリー・シートン（若い頃）         | レナ・ヘディ                     |            |
| ラクレジア・ウォーレン・スミス     | アメリア・バルモア               |            |
| ヒュー・ホイットブレッド           | オリヴァー・フォード・デイヴィス |            |
| ヒュー・ホイットブレッド（若い頃） | ハル・クラッテンデン             |            |
| エリザベス・ダロウェイ             | ケイティ・カー                   |            |
| ミス・キルマン                     | セリナ・カデル                   |            |
| リチャード・ダロウェイ             | ジョン・スタンディング           |            |
| リチャード・ダロウェイ（若い頃）   | ロバート・ポータル               |            |
| ウィリアム・ブラッドショウ         | ロバート・ハーディ               |            |
| ブルトン夫人                       | マーガレット・タイザック         |            |

### スタッフ
- 美術：デイヴィッド・リチェンズ
- 衣装：ジュディ・ペッパーダイン
- 字幕：戸田奈津子

## 日本語訳
- 富田彬訳、角川文庫、1955年、新版2003年（新字体に改版）
- 大澤 實訳、講談社「世界文学全集」、のちグーテンベルク21（電子書籍、2011年）で再刊
- 安藤一郎訳、新潮文庫、1958年
- 近藤いね子訳、みすず書房「著作集3」、1980年／新装版「ウルフ・コレクション」、1999年
- 丹治愛訳、集英社 1998年／集英社文庫 2007年
- 土屋政雄訳、光文社古典新訳文庫、2010年